# محدوده نزدیک
محدوده نزدیک یا یک قدم تا مرگ (به انگلیسی: Close Range) فیلمی به کارگردانی آیزاک فلورنتین با ژانر اکشن و جنایی محصول سال ۲۰۱۵ می‌باشد.
این فیلم در ۱۶ سپتامبر ۲۰۱۵ در تلویزیون لهستان به نمایش درآمد. این فیلم در ۴ دسامبر در ایالات متحده به صورت انتشار محدود و ویدئو به‌درخواست منتشر شد و پس از آن در ۵ ژانویه ۲۰۱۶ ویدئوی  خانگی منتشر شد.

## داستان
داستان فیلم در مورد یک سرباز با بازی(اسکات ادکینز) است که تازه به خانه برگشته و متوجه می‌شود که خواهرش و دختر جوان او به دردسر افتاده‌اند و او باید با یک قاچاقچی خطرناک مواد مخدر و همچنین رئیس پلیس فاسد آنجا درگیر شود و …

## تولید
پس از "تاخیرهایی" به دلیل مشغله زیاد ادکینز ، فیلمبرداری در ۳ دسامبر ۲۰۱۴ آغاز شد و در  فوریه ۲۰۱۵ به پایان رسید.